# Paul de Saint-Hilaire
Paul de Saint-Hilaire nacido en 1926, era un escritor belga que trato el tema del esoterismo.